# FC 우파
FC 우파(러시아어: ФК «Уфа», 바시키르어: ФК «Уфа»)는 러시아 바시키르 공화국의 수도 우파를 연고로 하는 축구 클럽이다. 이 팀은 2009년에 창단 되었으며 현재 러시아 내셔널 풋볼 리그에 참가하고 있다.

## 선수 명단

### 현역
참고: FIFA 자격 규정에 따라 소속된 국가대표팀 국기를 표시합니다. 선수는 복수의 FIFA 비회원국 국적을 가지고 있을 수 있습니다.
| 번호 | 포지션 | 국적     | 이름            |
| ---- | ------ | -------- | --------------- |
| 15   | MF     | 벨라루스 | 발레리 보체로프 |
| 18   | DF     | 벨라루스 | 아트욤 구렌코   |

| 번호 | 포지션 | 국적     | 이름          |
| ---- | ------ | -------- | ------------- |
| 77   | FW     | 벨라루스 | 일리야 체르냑 |

## 역대 감독
| 감독                      | 임기      |
| ------------------------- | --------- |
| 빅토르 곤차렌코           | 2016      |
| 세르게이 세마크           | 2017~2018 |
| 바딤 예브세예프           | 2019~2020 |
| 라시트 라히모프           | 2020~2021 |
| 알렉세이 스투칼로프       | 2021~2022 |
| 예브게니 하를라초프(대행) | 2023      |
| 예브게니 하를라초프       | 2023~2025 |
| 오마리 테트라제           | 2025 ~    |